# レディ・サマンサ
レディ・サマンサ(Elton John's Lady Samantha)は、1980年に発表されたエルトン・ジョンのコンピレーション・アルバム。アルバム未収録曲集である。

## 解説
当初、1977年にイギリスでカセットで出されたものを、レコード化したもの。後にCD化された。
エルトン・ジョンのシングルは、B面曲がアルバムに収録されないことが多く、入手困難な音源が徐々に増えていった。そのためにまとめられたのが本作である。
1969年のシングルA面だった表題曲を初め、1970年のシングルA面「ロックン・ロール〜」などが収録されている。1992年に同様の未収録曲集『イエス・イッツ・ミー〜レア・トラックス』が発売、本作全ての楽曲が収録された。

## 収録曲
1. ロックン・ロール・マドンナ - Rock And Roll Madonna
2. 帰っておいで、僕のところに（またうまくやっていける） - Whenever You're Ready(We'll Go Steady Again)
3. 悪い月 - Bad Side Of The Moon
4. いたずらジャック - Jack Rabbit
5. つよき親父の存在 - Into The Old Man's Shoes
6. イエス・イッツ・ミー - It's Me That You Need
7. ホー・ホー・ホー(七面鳥は誰？) - Ho! Ho! Ho!(Who'd Be A Turkey At Christmas)
8. スカイライン・ピジョン - Skyline Pigeon
9. スクリュー・ユー - Screw You
10. ストレンジ・レイン - Just Like Strange Rain
11. グレイ・シール - Grey Seal
12. ハニー・ロール - The Honey Roll
13. レディ・サマンサ - Lady Samantha
14. フレンズ - Friends